# Canton de Goyave
Le canton de Goyave est une ancienne division administrative française, située dans le département de la Guadeloupe et la région Guadeloupe.

## Composition
Le canton de Goyave comprenait deux communes :
- Goyave : 5 040 habitants
- Petit-Bourg, fraction de la commune

## Administration
| Période                                                 | Période | Identité               | Étiquette | Qualité |
| ------------------------------------------------------- | ------- | ---------------------- | --------- | --- |
| 1985                                                    | 1992    | François Louisy        | PS        | Attaché des services extérieurs du Ministère de l'Agriculture Sénateur (1986-1995) Maire de Goyave (1971-1998) |
| 1992                                                    | 1998    | Frantz Segor           | DVG       | Conseiller municipal de Goyave                                                                                 |
| 1998                                                    | 2004    | Jean Emmanuel Laguerre | OG DVD    | Agriculteur Conseiller régional (1998-2001) Maire de Goyave (1995-2008)                                        |
| 2004                                                    | 2015    | Ferdy Louisy           | DVG FGPS  | Expert-comptable Maire de Goyave (depuis 2008)                                                                 |
| Les données antérieures ne sont pas encore mentionnées. |         |                        |           | |